# كيت لي
كيت لي (بالإنجليزية: Kate Leigh)‏ هي رائدة أعمال أسترالية، ولدت في 10 مارس 1881 في دوبو في أستراليا، وتوفيت في 4 فبراير 1964 في مستشفى سانت فينسنت في أستراليا بسبب مرض.